# Cavaleiro dos Cisnes

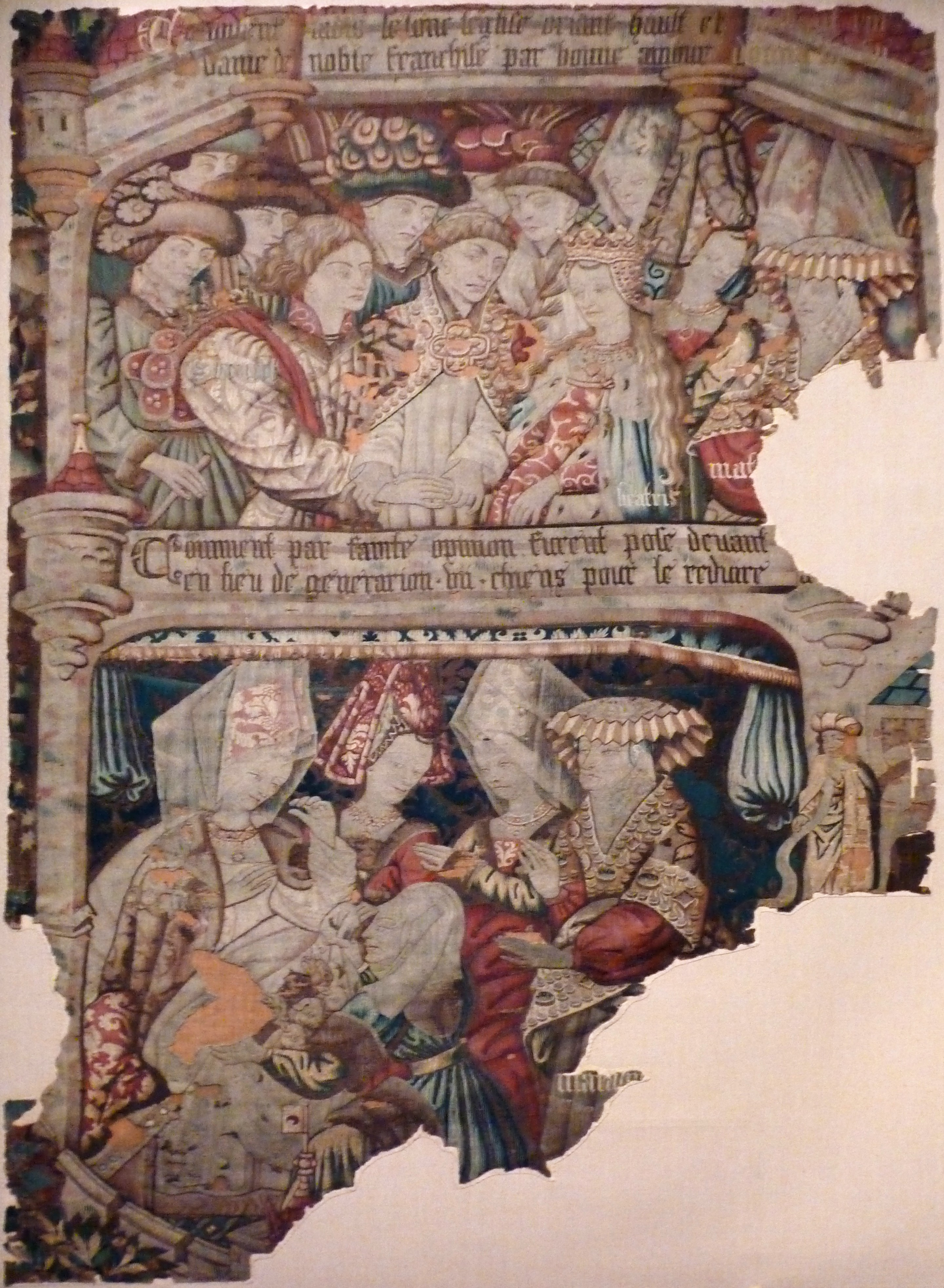
Tapeçaria de 1482 mostrando episódios da história do Cavaleiro do Cisne: na parte inferior, os cisninhos são substituídos por bebés

A história do Cavaleiro do Cisne, ou Cavaleiro dos Cisnes, é um conto medieval sobre um misterioso salvador que chega num barco puxado por cisnes para defender uma donzela, com a única condição que o seu nome nunca seja divulgado.
As primeiras versões (preservadas em Dolopathos) não dão a identidade específica deste cavaleiro, mas o ciclo de chansons de geste da Velha Cruzada francesa adoptou-o para fazer do Cavaleiro Cisne (Le Chevalier au Cigne, primeira versão por volta de 1192) o ancestral lendário de Godfrey de Bouillon. O Chevalier au Cigne, também conhecido como Helias, figura como filho do Oriente de L'Islefort (ou Illefort) e a sua esposa Beatrix, talvez na versão mais familiar, que é a adotada para o Cheuelere Assigne inglês médio do final do século XIV. O nome da mãe do herói pode variar de Elioxe (provavelmente um mero eco de Hélias) a Beatriz dependendo do texto, e numa versão em espanhol, chama-se Isomberte.
Mais tarde, o poeta alemão Wolfram von Eschenbach incorporou o cavaleiro cisne Loherangrin no seu épico arturiano Parzival (primeiro quarto do século XIII). Um texto alemão, escrito por Konrad von Würzburg em 1257, também apresentava um Cavaleiro Cisne anónimo. As de Wolfram e Konrad foram usadas para construir o libreto para a ópera Lohengrin de Richard Wagner (Weimar 1850).
Outro exemplo do motivo é Brangemuer, o cavaleiro morto num barco que puxou por um cisne, e cuja aventura foi levada pelo irmão de Gawain Guerrehet (Gareth ou Gaheris) na primeira continuação de Chrétien de Troyes, Perceval.

## Crianças Cisne
Nas anotações sobre o conto dos Filhos de Lir, em seu livro More Celtic Fairy Tales, o folclorista Joseph Jacobs escreveu que o "conhecido conto folclórico Continental" dos Sete Cisnes (ou Corvos) tinha uma ligação com o ciclo medieval do Cavaleiro do Cisne.
Os "Filhos dos Cisnes" parecem ter sido originalmente separados do ciclo Godfrey e da história do Cavaleiro dos Cisnes em geral. Paris identifica quatro grupos de variantes, que ele classifica geralmente pelo nome da mãe dos filhos cisne.
O conto em todas as variantes tem similitude não só com romances de cavalaria como O conto de O homem da lei e Emaré, mas a contos de fadas como A menina sem mãos. Assemelha-se ainda ao conto de fadas Os Seis Cisnes, onde irmãos transformados em pássaros são resgatados pelos esforços da sua irmã.

### Dolopathos
Incluído no Dolopathos sive de Rege et Septem Sapientibus de Johannes de Alta-Silva (ca. 1190), uma versão latina dos Sete Sábios de Roma é uma história dos filhos do cisne que serviu como um precursor para os poemas do ciclo das Cruzadas. O conto foi adaptado para o francês Le roman de Dolopathos pelo poeta Herbert. A história é a seguinte:
Um jovem senhor sem nome perde-se durante a caça a um veado branco e vagueia por uma floresta encantada, onde encontra uma misteriosa mulher (claramente uma donzela cisne ou fada) no ato de se banhar, enquanto segura um colar de ouro. Ao verem-se, apaixonam-se  instantaneamente e consumam o seu amor. O jovem senhor leva-a para o seu castelo, e a donzela (assim como ela previu) dá à luz um septupleto, seis meninos e uma menina, com correntes de ouro no pescoço. Mas a sogra malvada troca o recém-nascido por sete filhotes. O servo com ordens de matar as crianças na floresta, abandona-as debaixo duma árvore. O jovem senhor é informado pela mãe perversa que a esposa deu à luz uma ninhada de filhotes, e este assim, pune-a enterrando-a até o pescoço durante sete anos. Algum tempo depois, o jovem senhor, enquanto caçava, encontra as crianças na floresta, e a mentira da mãe perversa começa a dissolver-se. O servo é enviado para revistá-los e encontrar os meninos a tomar banho em forma de cisnes, enquanto a irmã guarda as suas correntes de ouro. O servo rouba as correntes dos meninos, evitando que eles voltem à forma humana, e as correntes são levadas a um ourives para serem derretidas para fazer um cálice. Os meninos-cisne pousam no lago do jovem lorde, e a irmã, que ainda se transforma em humana pela magia da sua corrente, vai ao castelo para obter pão para os irmãos. Eventualmente, o jovem senhor pergunta a história dela para que a verdade seja revelada. O ourives não conseguiu derreter as correntes e ficou com elas. Finalmente, as correntes são devolvidas aos seis meninos, e eles recuperam os seus poderes, exceto um, cuja corrente o ferreiro tinha danificado na tentativa de destruição. Então este sozinho fica preso na forma de cisne. O trabalho segue dando dicas oblíquas de que este é o cisne do conto do Cavaleiro dos Cisnes, mais precisamente, que este era o cisne “ quod cathena aurea militem in navicula trahat armatum (que puxou por uma corrente de ouro um cavaleiro armado num barco).”

### Ciclo da cruzada:La Naissance du Chevalier au Cygne
A história do Cavaleiro do Cisne aparece nas antigas chansons de geste do primeiro ciclo das Cruzadas, estabelecendo uma ancestralidade lendária de Godofredo de Bouillon, que em 1099 tornou-se governante do Reino de Jerusalém. Godfrey ocupou um lugar de destaque na imaginação cristã medieval, e a sua genealogia sombria tornou-se num tema popular para escritores da época.
O conto dos filhos-cisne ocorre no primeiro ramo do ciclo, ou La Naissance du Chevalier au Cygne. Os textos podem ser classificados em quatro versões, 1) Elioxe, 2) Beatrix, 3) um composto Elioxe-Beatrix e 4) Isomberte. De Isomberte nenhuma cópia francesa sobreviveu, e é conhecido apenas a partir da Gran conquista de Ultramar espanhola. (Gaston Paris também usou um esquema de classificação um tanto semelhante para contos cognatos de crianças cisnes, aos quais ele se refere como Versão I.)

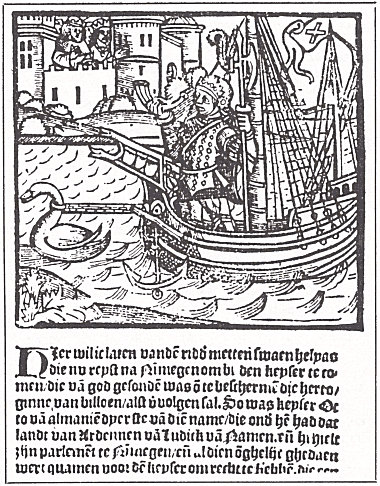
Helias, Brabant (século XVI)

Elioxe segue o conto Dolopathos mais próximo, mas conta uma versão cortesã da história, substituindo o jovem lorde que se perde pelo Rei Lothair, um governante de além da Hungria e a donzela por Elioxe. Lothair perde o rumo e vai dar à beira duma fonte e enquanto dorme, é atendido por Elioxe, que sai da floresta das montanhas. O rei Lothair decide casar-se com ela, apesar dos protestos da sua mãe. No entanto, Elioxe prevê a sua própria morte ao dar à luz a sete filhos, e que um dos descendentes será o rei do Oriente.
Enquanto Lothair está ausente em guerra, a rainha-mãe Matrosilie ordena a um servo que leve as crianças em duas cestas e as deixe na floresta, e inventa a mentira de que a mãe deu à luz serpentes e morreu por causa das picadas. O servoni entanto, havia deixado as crianças na cabana do eremita, onde elas sobrevivem e sete anos depois são descobertas por um cortesão ganancioso chamado Rudemart. Atraído pelas correntes de ouro das crianças, este obtém instruções da rainha-mãe para roubá-las, mas não levando em conta seus números, perde a corrente pertencente à menina. Os seis rapazinhos sem as correntes voam em forma de cisne, e o seu pai Lothair emite uma ordem de proteção. O sobrinho do rei tenta caçar um dos pássaros para agradá-lo, mas o rei num ataque atira uma bacia de ouro que se quebra. Matrosilie então fornece um dos colares para fazer o reparo. Eventualmente, a verdade é esclarecida através da irmã dos irmãos cisnes. Todos os meninos recuperam a forma humana, exceto um. Enquanto outros buscam fortuna própria, um dos rapazes não se consegue separar do irmão que se transformou permanentemente em cisne, e torna-se assim no Cavaleiro dos Cisnes.
Nas variantes de Beatrix, a mulher insultou outra mulher por causa de seu alegado adultério, citando um nascimento múltiplo como prova disso, e foi então punida com um nascimento múltiplo dela mesma. Nas versões Beatrix, a mãe também é uma personagem vingativa. Nas variantes Isomberte, a mulher é uma princesa que foge de um casamento odiado.

## Cavaleiro Cisne
A versão II envolve o próprio Cavaleiro Cisne. Essas histórias às vezes são associadas à história dos Filhos do Cisne, mas às vezes aparecem de forma independente, caso em que nenhuma explicação sobre o cisne é fornecida. Tudo isso descreve um cavaleiro que aparece com um cisne e resgata uma senhora; ele então desaparece depois que um tabu é quebrado, mas não antes de se tornar o ancestral de uma família ilustre. Às vezes, este é apenas um breve relato para apresentar um descendente. Pensa-se que a segunda versão deste conto foi escrita pelo trovador normando Jean Renart .
Em Brabant, o nome do Cavaleiro do Cisne é Helias. Foi sugerido que isso o liga ao deus solar grego, Hélios, mas o nome é, na verdade, uma variante comum do nome do profeta Elias, que, no entanto, foi conectado ao deus solar grego pela adoração ortodoxa devido à sua associação com o Monte Horeb e uma carroça de fogo.

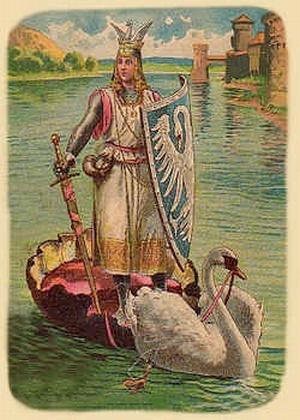
Cartão postal de Lohengrin cerca de 1900, artista desconhecido

## Lohengrin
No início do século XIII, o poeta alemão Wolfram von Eschenbach adaptou o motivo do Cavaleiro Cisne para seu épico Parzival. Aqui, a história está ligada a Loherangrin, filho do protagonista Parzival e da rainha de Pelapeire Condwiramurs. Como em outras versões, Loherangrin é um cavaleiro que chega em um barco puxado por cisnes para defender uma senhora, neste caso Elsa de Brabant. Eles se casam, mas ele deve ir embora quando ela quebrar o tabu de perguntar seu nome.
No final do século XIII, o poeta Nouhusius (Nouhuwius) adaptou e expandiu a breve história de Wolfram para o romance Lohengrin. O poeta mudou ligeiramente o nome do personagem-título e acrescentou vários novos elementos à história, ligando os temas do Graal e do Cavaleiro dos Cisnes à história do Sacro Império Romano. No século XV, um poeta anônimo retomou a história do romance Lorengel. Esta versão omite o tabu de perguntar sobre o nome e as origens do herói, permitindo ao cavaleiro e à princesa um final feliz.
Em 1848, Richard Wagner adaptou o conto para sua popular ópera Lohengrin, provavelmente a obra por meio da qual a história do Cavaleiro Cisne é mais conhecida atualmente.

## Legado
Uma versão húngara da história foi coletada pelo jornalista húngaro Elek Benedek, com o título Hattyú vitéz, e publicada em uma coleção de contos populares húngaros (Magyar mese-és mondavilág).